# Alte Schule Salbke

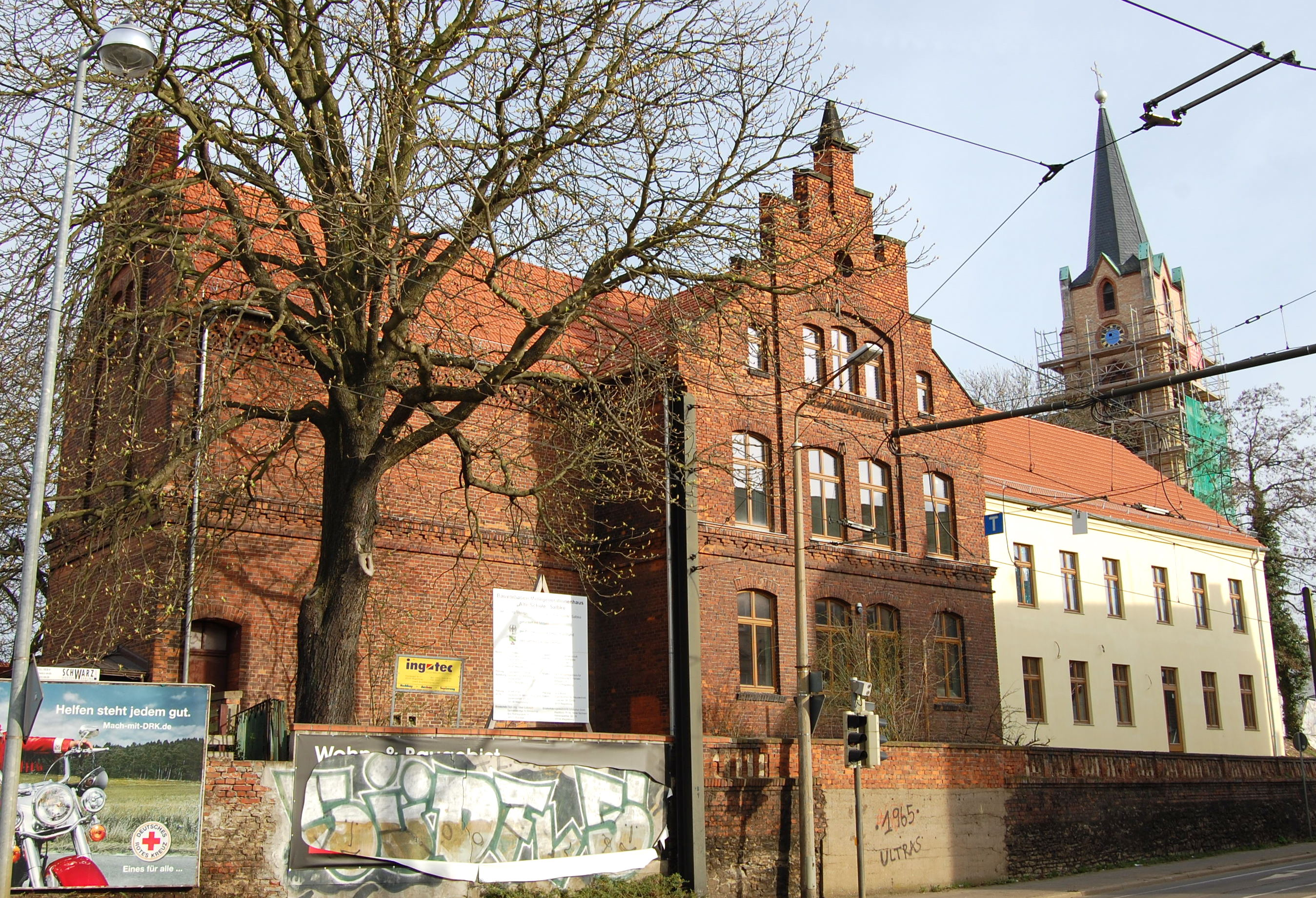
Alte Schule Salbke, Blick aus nordwestlicher Richtung, im Hintergrund Sankt-Gertraud-Kirche

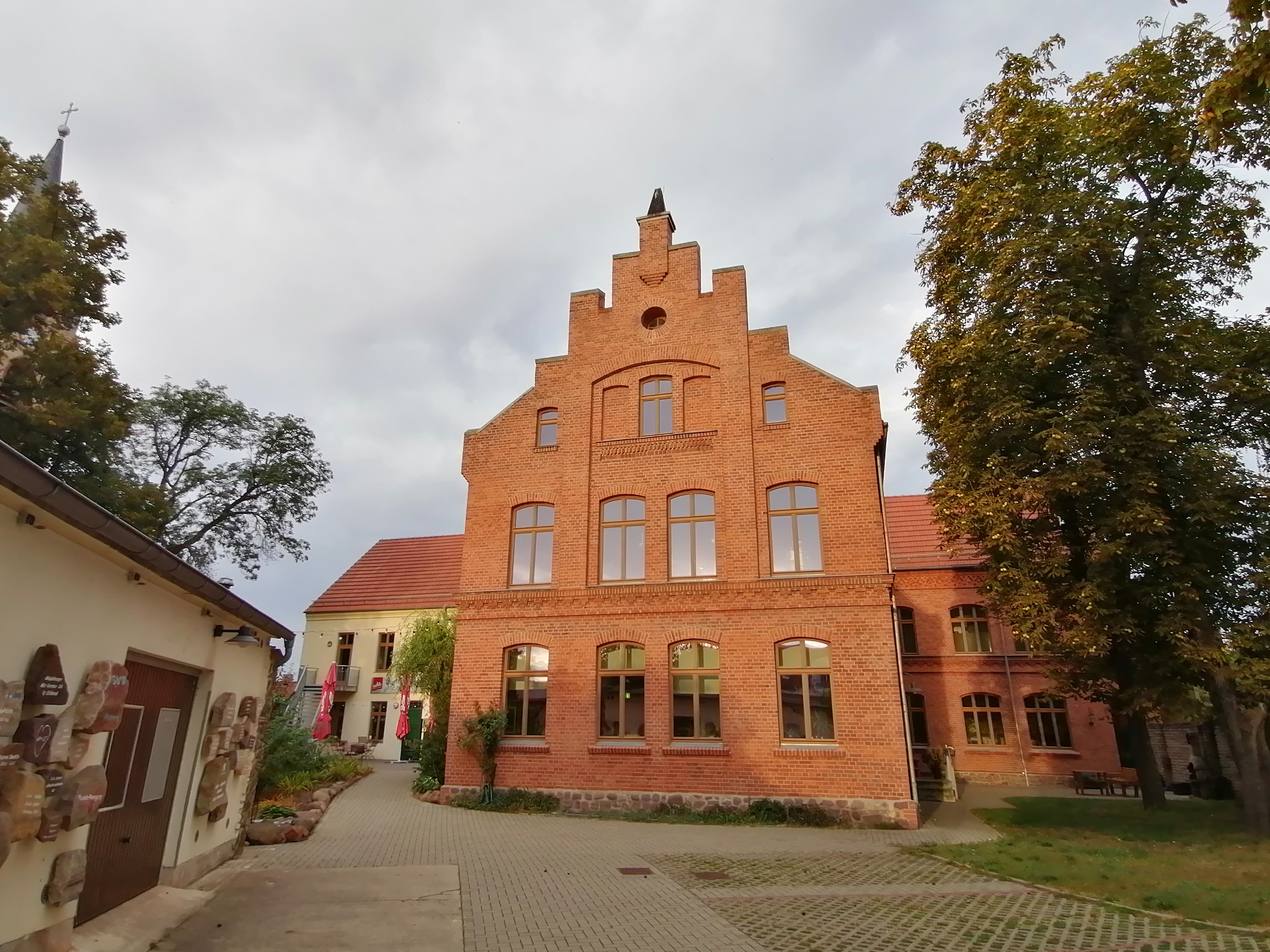
Hofseite, Ostansicht

Die Alte Schule Salbke ist ein denkmalgeschütztes ehemaliges Schulgebäude im Magdeburger Stadtteil Salbke und wird als Bürgerhaus genutzt.

## Lage
Das Gebäude liegt auf einer kleinen Erhebung östlich über der Straße Alt Salbke. Südlich schließt sich die Sankt-Gertraud-Kirche an. Der Zugang zum Gebäude mit der Adresse Greifenhagener Straße Nr. 7 erfolgt über die Greifenhagener Straße.

## Architektur und Geschichte
Die genaue Bauzeit ist nicht bekannt. In den heute noch vorhandenen Bauunterlagen wird die Schule erstmals 1878 im Zuge einer Erweiterung erwähnt. Zu diesem Zeitpunkt bestand nur der heute noch vorhandene südliche, zweistöckig, siebenachsige Anbau, dessen Traufseite zur Hauptstraße zeigt. 1888/89 wurde dann der Mittelbau errichtet, dessen neogotischer Staffelgiebel zur Straße zeigt und quer zum ursprünglichen Gebäude steht. Die Planungen erfolgten durch den Kreisbaumeister des Kreises Wanzleben, zu dem das damals noch selbständige Salbke gehörte, Romeiß. Der als roter Ziegelbau auf einem Bruchsteinsockel erstellte Neubau bot Platz für sechs Klassen. Auf beiden Stockwerken befanden sich jeweils drei Klassenräume, die über seitliche Flure erschlossen wurden. Die Giebelseiten sind vierachsig ausgeführt. Erforderlich geworden war die Erweiterung wegen der im Zuge der Industrialisierung deutlich angewachsenen Bevölkerungszahl Salbkes. Der alte Südflügel wurde als Wohngebäude der Lehrer umgenutzt und enthielt für unverheiratete Lehrer kleine aus Stube und Kammer bestehende Wohnungen. Für verheiratete Lehrer waren die Wohnungen etwas größer und umfassten auch eine Küche.
In der Zeit um die 1880er Jahre war der Pädagoge und Schriftsteller Adolf Heitmann als Lehrer an der Schule tätig. Um die Jahrhundertwende besuchte Karl Artelt, der später zu den Führern des Kieler Matrosenaufstandes gehörte, die Volksschule Salbke. Bereits in den 1850er Jahren besuchte der spätere Germanist Hermann Paul die damalige Salbker Dorfschule.
1902 wurde, wieder nach Plänen von Romeiß, dann der Nordflügel ebenfalls aus roten Ziegeln errichtet. Er ist wie der Südflügel zweistöckig, allerdings bedingt durch den engen Baugrund erheblich kleiner. Der Nordflügel enthielt zwei Klassenzimmer, wobei von Klassenstärken von jeweils 70 Schülern ausgegangen wurde. Bedeckt werden die Gebäude jeweils von einem Satteldach.
Durch das weitere Anwachsen der Bevölkerungszahl machten sich neue Kapazitätserweiterungen erforderlich. Es wurde daher ab 1904 weiter westlich die heutige Grundschule Salbke als Knabenschule errichtet. Die Alte Schule fungierte dann als Mädchenschule.
In der Zeit der DDR bildete die Alte Schule gemeinsam mit der neuen Schule die POS Ernst Brandt, wobei im alten Gebäudekomplex überwiegend die unteren Schulklassen bis inkl. der 4. Klasse unterrichtet wurden.  Nach der politischen Wende des Jahres 1989 war die Salbker Grundschule demgemäß auch in der Alten Schule untergebracht. Noch bis etwa 2004 befand sich hier auch der Schulhort. Dann stand das Gebäude leer. 2006 gründete sich für die Alte Schule ein Förderverein.

## Bürgerhaus
Seit Juli 2009 wurde das Gebäude von der Landeshauptstadt Magdeburg zum Bürgerhaus umgebaut. Die Eröffnung fand im Beisein des Oberbürgermeisters Lutz Trümper am 29. Oktober 2010 statt. Es bietet auf 1.150 m² Nutzfläche Platz für diverse Vereine und Einrichtungen der Stadtteile Fermersleben, Salbke und Westerhüsen. Untergebracht sind ein Tanzverein, die Gaststätte Bürgerstube, die Leonardo-Bibliothek für berufsbildende Literatur und weitere Einrichtungen.
Im Haus und auf dem Hof finden kulturelle Veranstaltungen statt. So ist der Hof traditionell immer am 1. Adventswochenende der Veranstaltungsort für den Salbker Adventsmarkt. Am 5. Februar 2011 trat Anna-Carina Woitschack mit dem Puppenstück Peterle und seine neuesten Abenteuer auf.